# CADASIL-syndroom
Het CADASIL-syndroom (cerebrale autosomale dominant arteriopathie met subcorticale infarcten en leukencefalopathie) is de meest voorkomende vorm van erfelijke beroertes, en wordt verondersteld veroorzaakt te worden door mutaties van het Notch 3-gen op chromosoom 19.
De aandoening is een vorm van leukodystrofie. De meest voorkomende klinische manifestaties zijn migraine, hoofdpijn en TIA's of beroertes die gemiddeld tussen 40- en 50-jarige leeftijd optreden, hoewel het ook is gevonden in individuen van 20 tot 70 jaar. Met DNA-onderzoek kan de aanwezigheid van de NOTCH-3 variant die CADASIL veroorzaakt worden aangetoond. Dit onderzoek kan ook worden uitgevoerd voor de ziekte zich manifesteert.
In Nederland en België is sinds 2015 een patiëntenorganisatie actief: Platform CADASIL. Deze ondersteunt zowel patiënten als onderzoek naar een mogelijke behandeling.